# カルツァ＝クライン理論
カルツァ–クライン理論（カルツァクラインりろん、Kaluza–Klein theory、KK理論）は、重力と電磁気力を統一するために五次元以上の時空を仮定する理論である。理論物理学者のテオドール・カルツァが1921年に提唱し、1926年にオスカル・クラインが修正した。

## 概要
通常の4次元時空（縦、横、高さ、時間）にもうひとつ、超微細な円形で存在する余剰時空を設定した5次元時空上での一般相対性理論(重力)を考えると、余剰次元が見えなくなり、4次元時空とみなせるスケールでは、重力に加えて電磁気力(ゲージ場)が現れる。4次元では別々の力として扱われていた重力と電磁気力が、5次元時空の重力に統一されるわけである。
これをさらに高い次元に拡張すると、余剰次元の性質により、非可換ゲージ場を導入することも可能である。
超弦理論では、理論が無矛盾に定義される条件として10次元時空が要請されるため、カルツァとクラインのこの考え方を応用して余分な6次元空間がプランクスケール程度の大きさであると考えることにより、4次元時空上の理論を導出しているが、6次元のみが小さくなる機構は明らかになっていない。

## 歴史

空間はコンパクト集合にコンパクト化され、カルツァ–クライン分解によりMの有効場の理論が得られる。

五次元 (Five-dimensional space) 目の時空をアインシュタイン方程式に四次元をマクスウェル方程式に分割する方法は、1914年にグンナー・ノルドシュトルムによって初めて発見された。（グンナーの重力理論参照）しかし、この理論は忘れ去られた。
カルツァは1919年に、理論の元となるアイディアをアルベルト・アインシュタインへの手紙の中で明らかにした。論文はしばらくアインシュタインの机の中にあったが、その後アインシュタインの助力を得て1921年に発表された。当時のカルツァは無名の私講師であり、その理論も当初はあまり評価されなかった。
1926年になって、クラインがカルツァの理論を修正して理論を発展させ、「カルツァ–クライン理論」として知られるようになった。クラインは、五次元時空の理論に余剰次元を非常に小さなスケールに折りこむというコンパクト化の理論を組み込んだ。

### 原論文の日本語訳
- KaluzaとKleinの論文の和訳I(翻訳) 素粒子論研究 Vol. 67, No. 5 (1983), 270-276. カルツァによる原論文の日本語訳。NAID 110006469742
- KaluzaとKleinの論文の和訳II 素粒子論研究 Vol. 68, No. 3 (1983), 125-135. クラインによる原論文の日本語訳。NAID 110006469782